# Desești
Desești (in ungherese Desze-Erdély) è un comune della Romania di 2 532 abitanti, ubicato nel distretto di Maramureș, nella regione storica della Transilvania. 
Il comune è formato dall'unione di 3 villaggi: Desești, Hărnicești, Mara.
Sul territorio di Desești si trova la chiesa lignea di Sf.Paraschiva, costruita nel 1770 e facente parte del complesso delle Chiese lignee del Maramureș, patrimonio UNESCO.